# ANZAC Mounted Division
Die Australian and New Zealand Mounted Division (ANZAC Mounted Division) war eine Division berittener Infanterie, die während des Ersten Weltkrieges 1916 in Ägypten aufgestellt wurde und bis 1918 an der Palästinafront eingesetzt war.
Der Titel ANZAC (Australian and New Zealand Army Corps) deutete auf die kombinierte Zusammensetzung von australischen und neuseeländischen Truppenteilen hin. Wahrscheinlich diente diese Bezeichnung auch als erste offizielle Verwendung eines derartigen Großverbandes, bevor die Aufstellung der anderen ANZAC-Divisionen und Korps anlief.

## Aufstellung und Gliederung

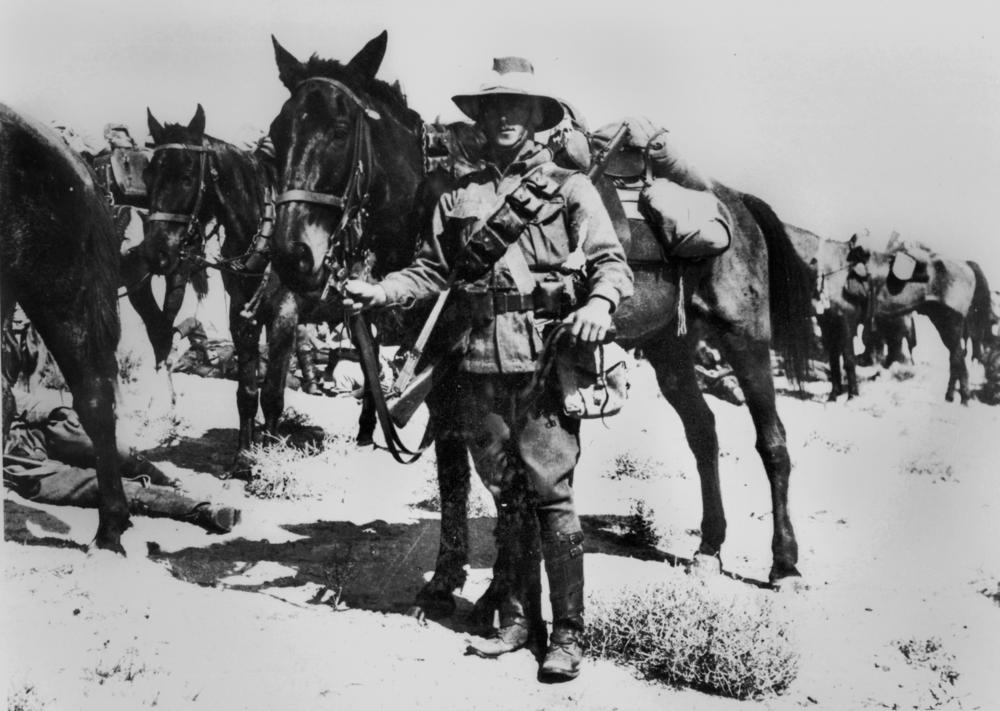
Ein Lighthorseman, typischer Angehöriger der Division

Die Division wurde im März 1916 nach dem Debakel der Schlacht von Gallipoli aus nach Ägypten zurückgeführten australischen und neuseeländischen Einheiten zusammengestellt. Die Infanterie wurde wegen des neuen Terrains im Nahen Osten auf der Sinai-Halbinsel zu Kavalleristen umorganisiert und sofort eingesetzt. Für die restliche Zeit des Krieges, der gegen die osmanische Truppen geführt wurde, diente die Reiterdivision in Palästina und Syrien.
Die Division umfasste bei der Gründung drei berittene (Light Horse-) Brigaden. Die bei der ersten Aufstellung (1916) zugeteilte 3rd Light Horse Brigade (Brigadier General John MacQuarie Antill) war während der Kämpfe im Sinai ebenfalls Teil der Division, bevor sie zur Imperial Mounted Division wechselte, welche anschließend in Australian Mounted Division umbenannt wurde.

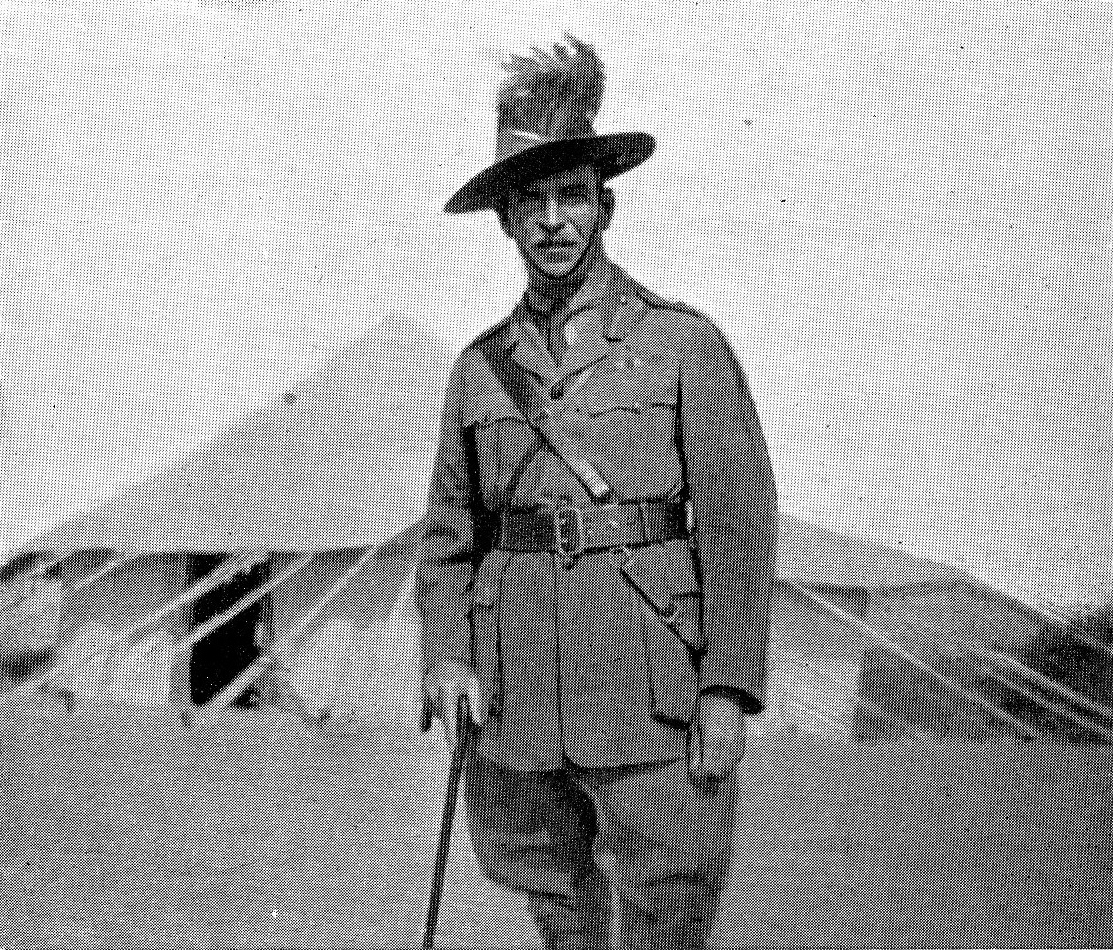
Der erste Divisionskommandeur General Harry Chauvel

Den Kern der Division bildeten folgende drei Brigaden:
1st Light Horse Brigade (Brigadier General Charles Frederick Cox)
- 1st Light Horse Regiment (New South Wales)
- 2nd Light Horse Regiment (Queensland und Northern Territory)
- 3rd Light Horse Regiment (South Australia und Tasmanien)
- 1st Machine-Gun Squadron

2nd Light Horse Brigade (Brigadier General Granville De Laure Ryrie)
- 5th Light Horse Regiment (Queensland)
- 6th Light Horse Regiment (New South Wales)
- 7th Light Horse Regiment (New South Wales)
- 2nd Machine-Gun Squadron

New Zealand Mounted Rifles Brigade (Brigadier General W. Meldrum)
- Mounted Rifles Regiment
- Canterbury Mounted Rifles Regiment
- Wellington Mounted Rifles Regiment
- 1st New Zealand Machine-Gun Squadron

Im Frühjahr 1917 während der Ersten Schlacht um Gaza, war der ANZAC Mounted Division auch die britische 22nd Cavalry Brigade (Brigadier General F. A. B. Fryer) zugeteilt.

## Schlachten

### Sinai 1916

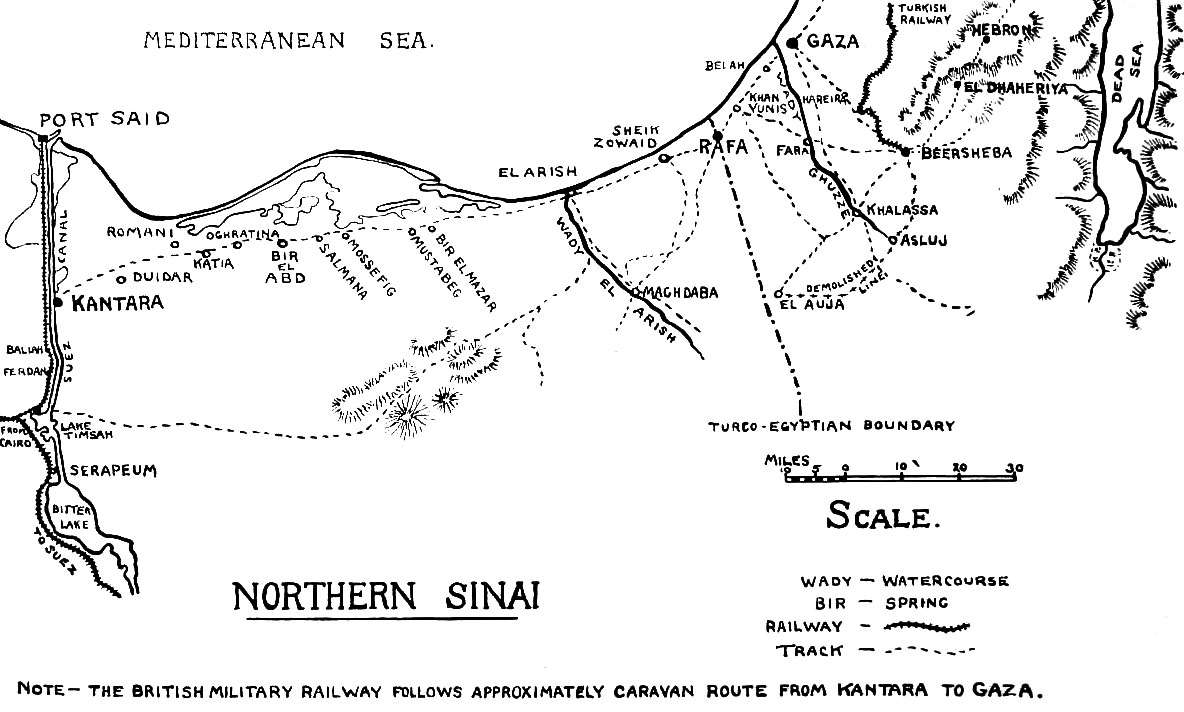
Fronten im Sinai

Im März 1916 wurden Teile der neuformierten Division sofort zur Unterstützung der australischen 1. Division an der Suezfront eingesetzt. Am 19. Juli näherte sich die Vorhut der Division den Stellungen der Türken. Anfang August war in der Schlacht von Romani an der Seite der 52th Division ein erster Erfolg erkämpft und die Küstenfront entlang der Sanddünen nach Bir al-Abd vorgeschoben.
Im September 1916 beteiligte sich die Division an einer starken Aufkläroperation nach Mazar, etwa 64 Kilometer östlich von Romani. Nach dem Vorgehen auf Al-Arisch kämpfte die Division erfolgreich in der Schlacht von Magdhaba (23. Dezember 1916) und von Rafah (Januar 1917).

### Palästinafront

#### 1917

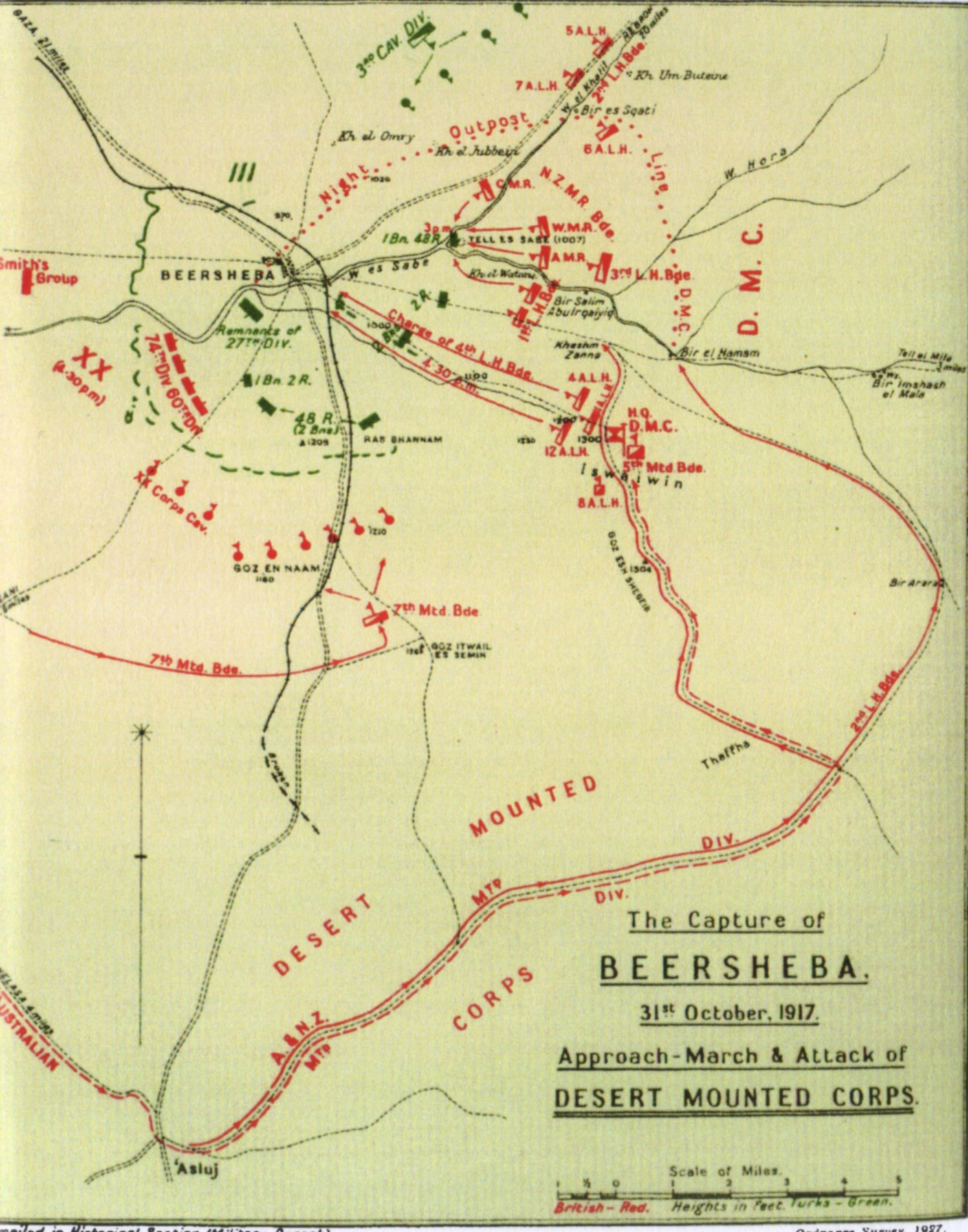
Schlacht von Beerscheba

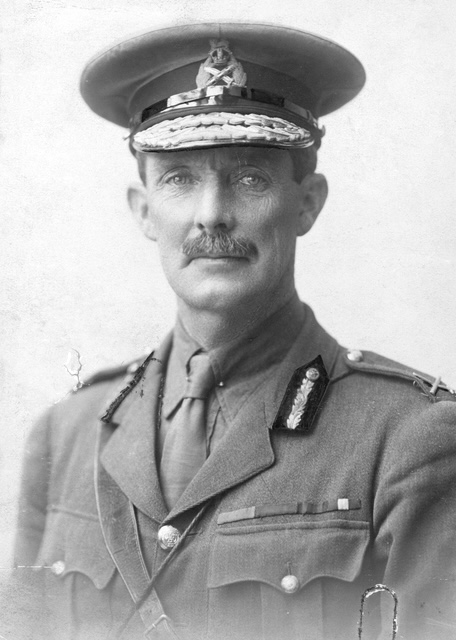
Major General Sir Edward W. C. Chaytor

Vor Beginn der Ersten Schlacht um Gaza waren dem Korps im Februar 1917 die britische 22. Mounted Brigade unterstellt worden. Die erste Aufklärung der türkischen Stellungen bei Gaza wurde am 25. März durch die 3. Light Horse Brigade ausgeführt. Am 26. März 1917 begann der Angriff, während die 53rd (Welsh) Division direkt gegen die Stadt operierte, versuchte die ANZAC Mounted Division eine Umgehung nach Osten. Die Anordnungen des Generalleutnant Dobell trugen erheblich zum Misserfolg in der Zweiten Schlacht um Gaza bei. Auch der unterstützende Angriff der Mounted Division konnte den Verlust von 5.900 Mann und die sich bis 19. April eintretende Niederlage nicht verhindern.
Nach der Ankunft des neuen Oberbefehlshabers General Allenby wurde die britische Palästinafront neu organisiert: General Chauvel übernahm die Führung des neugeschaffenen Desert Mounted Corps, die Division ging darauf an General Edward Chaytor über, der bisher die neuseeländische Mounted Rifles Brigade geführt hatte.
Am 31. Oktober 1917 nahm die Division an der Schlacht von Beerscheba teil. Die 1. Light Horse und die die neuseeländische Mounted Rifles Brigade führten dabei einen kombinierten Angriff auf Tel el Saba aus, gleichzeitig schnitt die 2. Light Horse Brigade die Straße von Beerscheba nach Hebron ab. Dabei kam es gegen die eingegrabene türkische Infanterie durch die berittene Infanterie der Light Horse zu einer der letzten „Kavallerieattaken“ des Krieges.
In der Dritten Schlacht um Gaza wurde die 1. und 2. Light Horse-Brigade am 7. November 1917 westlich von Sheria angesetzt, während die New Zealand Mounted Rifles vorübergehend im Bereich der 53. Division bei Khuweilfe (Tel Chalif nahe Lahavs) eingesetzt wurden. Einheiten der ANZAC Mounted Division erreichten am 10. November 1917 den Dschisr Isdud über den Nachal Lachisch im heutigen ʿAd Halom (Aschdod).

#### 1918
Während der Schlacht von Megiddo (19. bis 21. September 1918) am rechten Flügel der Truppen Allenbys im Raum nördlich Jericho eingesetzt, führte die Division als Vorhut des Kavalleriekorps Chaytor (Chaytor`s Force) den Vormarsch durch das Jordan-Tal an. Beim Vormarsch in Richtung auf Amman konnten bis zum 25. September 10.300 Mann der gegnerischen osmanischen 4. Armee gefangen genommen werden.
Die ANZAC Mounted Division wurde im Juni 1919 aufgelöst.

## Kommandeure
- März 1916–Juni 1917: Generalmajor Harry Chauvel
- Juni 1917–Dezember 1918: Generalmajor Edward Chaytor
- Dezember 1918–Juni 1919: Generalmajor Granville L. Ryrie